# Tubipora
A Tubipora a virágállatok (Anthozoa) osztályának szarukorallok (Alcyonacea) rendjébe, ezen belül a Stolonifera alrendjébe és a Tubiporidae családjába tartozó egyetlen nem.

## Rendszerezés
A nembe az alábbi 5 faj tartozik:
- Tubipora chamissonis Ehrenberg, 1834
- Tubipora fimbriata Dana, 1846
- Tubipora hemprichi Ehrenberg, 1834
- Tubipora musica Linnaeus, 1758
- Tubipora syringa Dana, 1846